# رالف ویدمان
رالف ویدمان (استونیایی: Ralf Veidemann; ۷ ژانویهٔ ۱۹۱۳ – ۲ فوریهٔ ۲۰۰۹) بازیکن فوتبال اهل استونی بود.
از باشگاه‌هایی که در آن بازی کرده‌است می‌توان به باشگاه فوتبال تالینا کالو اشاره کرد.
وی همچنین در تیم ملی فوتبال استونی بازی کرده‌است.